# 서효원 (탁구 선수)
서효원(徐孝元, 1987년 5월 10일~)은 대한민국의 탁구 선수이다.
2010년대 대한민국을 대표하는 여자 탁구 선수로, 2014년에는 개인 최고 세계 랭킹인 8위에 올랐으며 2016년 하계 올림픽 단체전에 참가했다. 또한 2018년 세계 선수권 대회에서 단체전 동메달을 획득했고 월드 투어에서 3회 우승을 차지했다.
2024년 하계 올림픽에서는 정영식과 함께 KBS의 탁구 해설위원을 맡았다. 탁구 해설을 맡을 당시 동갑내기 안무가 허니제이와 목소리 톤이 비슷하다는 평가를 받으며 화제가 되었다.

## 수상
- 2003년 전국남녀학생종별탁구선수권대회 단체전 1위
- 2004년 제42회 회장기 전국남녀중고학생탁구대회 여자복식 1위
- 2005년 제42회 회장기 전국남녀중고학생종합탁구대회 종합 1위
- 2005년 제42회 회장기 전국남녀중고학생종합탁구대회 여자단식 1위[2]
- 2011년 회장기 한국실업탁구대회 단체전 1위[3]
- 2011년 제65회 전국남녀탁구종합선수권대회 여자단식 우승[4]
- 2013년 코리아오픈국제탁구대회 여자단식 1위
- 2014년 제주 전국체전 단식 동메달
- 2015년 10월 전국체전 단식 금메달

## 방송 출연

### 텔레비전 드라마
- 2022년 MBC 《일당백집사》
- 2023년 TVING 《썬글맨: 소녀 복수극》

### 예능
- 2021년 E채널 《노는언니》